# Margot Käßmann
Margot Käßmann (născută Schulze; n. 3 iunie 1958, Marburg) este un doctor în teologie evanghelică luterană și a fost între 1999 și 2010 episcop luteran de Hanovra. Din octombrie 2009 până în 24 februarie 2010 a fost prima femeie președintă a sinodului Bisericii Evanghelice din Germania.

## Lucrări
- Meine Füße auf weitem Raum. Reihe "Texte für die Seele", Hansisches Druck- und Verlagshaus/edition chrismon, Frankfurt/Main 2009, ISBN 978-3-86921-014-8
- Die eucharistische Vision. Gütersloh 1992, ISBN 3-579-02071-4
- mit Rüdiger Runge (Hrsgg.): Kirche in Bewegung. 50 Jahre Deutscher Evangelischer Kirchentag. Gütersloher Verlagshaus, Gütersloh 1999
- Gewalt überwinden. Eine Dekade des Ökumenischen Rates der Kirchen. Hannover 2000, ISBN 3-7859-0803-2
- Erziehen als Herausforderung. Freiburg 2002, ISBN 978-3-451-05197-5
- Auf gutem Grund. Standpunkte und Predigten. Hannover 2002, ISBN 978-3-7859-0877-8
- Kirche in gesellschaftlichen Konflikten. Kirchenleitende Predigten. Stuttgart 2003, ISBN 978-3-17-017901-1
- Was können wir hoffen – was können wir tun? Antworten und Orientierung. Freiburg 2003, ISBN 978-3-451-05385-6
- Ökumene am Scheideweg. Hannover 2003, ISBN 978-3-7859-0878-5
- Wenn das Leben voller Fragen ist. Briefe der Zuwendung. Freiburg 2004, ISBN 978-3-451-05460-0
- Gut zu leben. Gedanken für jeden Tag. Freiburg 2004, ISBN 978-3-451-05552-2
- In der Welt habt ihr Angst… Mit Beiträgen von Angelika Beer, Dorothea Bobzin, Horst Hirschler, Wolfgang Schäuble u. a. Hannover 2004, ISBN 978-3-7859-0905-8
- Wurzeln, die uns Flügel schenken. Gütersloh 2005, ISBN 978-3-579-06908-1
- mit Wolfgang Huber, Manfred Kock: Wenn eure Kinder morgen fragen. Zur Zukunft der evangelischen Kirche. Im Gespräch mit Wilfried Köpke. Freiburg 2005, ISBN 978-3-451-28600-1
- Wie ist es so im Himmel? Kinderfragen fordern uns heraus. Freiburg 2006, ISBN 978-3-451-29035-0
- (Hrsg.): Ökumene bewegt. Die Kirchen auf dem Weg zueinander. Stuttgart 2006, ISBN 978-3-7831-2530-6
- Mehr als fromme Wünsche. Was mich bewegt. Freiburg 2007, ISBN 978-3-451-05852-3
- Gesät ist die Hoffnung. 14 Begegnungen auf dem Kreuzweg Jesu. Freiburg 2007, ISBN 978-3-451-29356-6
- Matthias Micheel (Hrsg.): Ein Engel möge dich begleiten. Texte von Hermann Multhaupt, Anselm Grün, Margot Käßmann, Norbert Blüm u. a. Leipzig 2007, ISBN 978-3-7462-2310-0 (Neuauflage)
- Mit Herzen, Mund und Händen. Spiritualität im Alltag leben. Gütersloh 2007, ISBN 978-3-579-06442-0
- Mit Leib und Seele auf dem Weg. Handbuch des Pilgerns in der hannoverschen Landeskirche. Hannover 2007, ISBN 978-3-7859-0946-1
- Was im Leben trägt, Gütersloher Verlagshaus, Gütersloh 2008, ISBN 978-3-5790-7010-0
- In der Mitte des Lebens, Herder, Freiburg 2008, ISBN 978-3-4513-0201-2
- Mütter der Bibel, 20 Porträts für unsere Zeit, Herder, Freiburg, 2009, ISBN 978-3-4512-9855-4